# Ibrido (moneta)
In numismatica, un ibrido è una moneta o una medaglia coniata con un dritto ed un rovescio i cui disegni non sono normalmente previsti per lo stesso pezzo. Queste variazioni possono essere intenzionali o prodotte da un errore. Questo tipo di errore poi è altamente ricercato e gli esemplari possono ottenere prezzi molto elevati tra i collezionisti.
Nell'antichità gli ibridi erano relativamente frequenti. La rapida usura dei conii ed il costo elevato della loro produzione portavano talvolta ad usare conii destinati a nominali diversi o ad usare due dritti o due rovesci. In altri casi i due lati della moneta mostrano date diverse.
A volte venivano coniate monete con conii appartenenti a monete di Imperatori diversi.
Parecchi ibridi moderni importanti sono stati scoperti recentemente. Uno dei più famosi negli Stati Uniti è l'ibrido "dollaro di Sacagawea"/"quarter di Washington" un pezzo che si caratterizza il dritto di un quarter con il busto di George Washington ed il rovescio di un "dollaro di Sacagawea". Questa moneta è stata coniata su un tondello di un dollaro di Sacagawea.
È opinione diffusa che questa moneta sia stata coniata intenzionalmente da un impiegato della zecca che comunque ha confermato nel luglio 2000 che la moneta sia stata un vero errore, generato dalla sostituzione accidentale di un conio rotto di Sacagawea con un conio del dritto del quarter di Washington. Parecchie migliaia di monete sono state coniate prima che l'errore fosse scoperto e gli impiegati della zecca ne hanno recuperato e distrutto la maggior parte.